# Septonema spilomeum
Septonema spilomeum är en svampart som beskrevs av Berk. 1845. Septonema spilomeum ingår i släktet Septonema, klassen Dothideomycetes, divisionen sporsäcksvampar och riket svampar.   Inga underarter finns listade i Catalogue of Life.